# Överhogdal
Överhogdal es un pueblo en la parroquia Överhogdals en Härjedalen, al noreste de Härjedalen en una cuña entre Jämtland, Medelpad y Hälsingland. El complejo está cruzado por Europaväg 45 y es la frontera nacional de Överhogdalsbonaderna.

## Asociaciones
Missionsförsamling uno de Överhogdal era lo suficientemente grande como para que una iglesia se pudiera construir en el pueblo en 1922. Desde 2009, el club de la motocicleta Hog Valle MC tiene su casa club en la antigua casa de la reunión.